# Melvins
Melvins su Američki rok sastav osnovan 1983. godine. Od 1984. godine, vokal i gitarista Baz Osborn i bubnjar Dejl Krover su jedini stalni članovi sastava. Obično nastupaju kao trio, mada u poslednje vreme uključuju u četvrtog člana kao drugog bubnjara.
Zvuk sastava nastao je pod uticajem mešavine pank i metal zvuka grupe Blek Fleg na albumu My War, kao i drugih predstavnika tzv. "sporog panka" kao što su Swans, Flipper i Wipers. Još neki sastavi koji su imali uticaj na zvuk ove grupe su Blek Sabat, Kiss i Alis Kuper. Zvuk grupe odlikuje ekscentričnim humorom i eksperimentalnim elementima, što čini tačniju kategorizaciju teškom. Fokus je na sporom tempu, što je kasnije uticalo na grandž grupe iz Sijetla, Nirvana i Soundgarden, a uticaj grupe primetan je i na drugim sastavima, kao što su Tool i Boris.

## Članovi

### Sadašnji članovi
- Baz Osborn – vokal, električna gitara (1983-danas)
- Dejl Krover – bubanj, perkusije, vokali (1984–danas)
- Džered Voren – bas gitara, vokali (2006–danas)
- Kodi Vilis – bubanj, vokali (2006–danas)

### Bivši članovi
- Majk Dilard – bubnjevi (1983–1984, 2008–2011)
- Met Lukin – bas gitara (1983–1987)
- Lori Blek – bas gitara (1987–1991, 1992–1993)
- Džo Preston – bas gitara (1991–1992)
- Mark Diotrom – bas gitara, električna gitara (1993–1998)
- Kevin Rutmanis – bas gitara (1998–2005)

## Diskografija

### Studijski albumi
- (1987)
- (1989)
- (1991)
- (1992)
- (1993)
- (1994)
- (1994)
- (1996)
- (1997)
- (1999)
- (1999)
- (2000)
- (2001)
- (2002)
- (2004)
- (2004)
- (2005)
- (2006)
- (2008)
- (2010)
- (2012)
- (2013)
- (2013)
- (2014)
- (2016)
- (2016)
- (2017)
- (2018)

### EP
- (1986)
- (1991)
- (1992)
- (1992)
- (1992)
- (2007)
- (2010)
- (2010)
- (2010)
- (2012)
- (2012)
- (2013)
- (2014)
- (2015)

### Koncertni albumi
- (1986)
- (1991)
- (1998)
- (1999)
- (2001)
- (2002)
- (2006)
- (2006)
- (2008)
- (2008)
- (2009)
- (2011)
- (2011)

### Kompilacije
- (1997)
- (2000)
- (2003)
- (2003)
- (2004)
- (2005)
- (2007)
- (2009)
- (2010)

## Spoljašnje veze
- - zvanična prezentacija
- - fan stranica